# Кристиан Бекаменга
Кристиан Бекаменга (роден на 9 май 1986 г. в Яунде, Камерун) е бивш камерунски футболист, национал, който играе като нападател.

## Кариера

### Престой в Малайзия и Индонезия
Започва кариерата си в школата на Жюнес (Камерун). През 2004 г. заминава за Малайзия и подписва с Негери Сембилан, където отбелязва 20 гола в 34 мача. Играе там само един сезон, след което подписва с друг малайзийски отбор – ПКНС. Там също продължава да се представя добре – 26 гола в 38 мача. През 2007 г. се присъединява към Персиб Бандунг в Индонезия.

### Нант
Забелязан е от скаути на Нант. През януари 2008 г. Бекаменга подписва 4-годишен договор с Нант. От начало се утвърдява в тима, но впоследствие губи титулярното си място. През сезон 2010/11 е преотстъпен на Шкода (Ксанти), но се контузва тежко и записва едва 4 мача.Доворът му не е подновен и напуска през януари 2012.
През януари 2012 г. е близо до преминаване в ПСФК Черноморец (Бургас), но трансферът пропада.